# Cementerio de Martí-Colón
El cementerio de Martí-Colón (en inglés: Marti-Colon Cemetery) es un cementerio histórico en West Tampa, mantenido y en parte propiedad de la ciudad de Tampa, en Florida al sur de los Estados Unidos. En la actualidad se encuentra al sur de Columbus Drive, aunque durante los primeros sesenta años de vida del cementerio, se extendió al norte de Colón. Martí-Colón ha entrado en las noticias varias veces desde su creación en el siglo XIX, con los informes de las prácticas sin escrúpulos por los propietarios y la falta de supervisión por parte de los funcionarios del gobierno.
En 1895, la ciudad de West Tampa compró la tierra para ser utilizado como un cementerio de la ciudad para servir a la comunidad. Fue el lugar de descanso final de prominentes locales como el segundo alcalde de West Tampa, Francisco Milián. En algún momento, el cementerio se trasladó a manos privadas, siendo propiedad y operado por JL Reed hasta 1936, cuando fue vendido a la ciudad de Tampa, por lo que la ciudad podría a su vez vender permisos de derecho de paso por el cementerio para la expansión de Columbus Drive. El paso derecho separó el cementerio en mitades norte y sur, aparentemente dejando varios cientos de cuerpos en la parte norte.
En 1959, el cementerio (ahora conocido como Colón) se convirtió en el centro de un escándalo, cuando los trabajadores de la ciudad vierten aguas residuales sin tratar en la maleza y abandonadolos en la sección norte.